# Кивенхеймо, Ялмари
Виктор Ялмар «Ялмари» Кивенхеймо (фин. Viktor Jalmar "Jalmari" Kivenheimo; 25 сентября 1889, Туусула, Нюландская губерния — 29 октября 1994, Миккели) — финский гимнаст, серебряный призёр летних Олимпийских игр 1912 года в командном первенстве по произвольной системе. Рекордсмен по продолжительности жизни среди олимпийских медалистов: прожил 105 лет и 34 дня; к моменту своей смерти был также старейшим жителем Финляндии.
Кивенхеймо окончил Хельсинкский университет со специализацией по биологии, в 1948 году там же защитил докторскую диссертацию по ботанике; в 1920—1957 гг. он преподавал географию, естествознание и сельскохозяйственные науки в педагогическом училище в городе Раума.